# 東京日産ブルーファルコン
東京日産ブルーファルコン（TOKYO NISSAN BLUE FALCON）は、東京都を本拠地とする社会人男子バスケットボールチームである。東京日産自動車販売の実業団チーム。東京実業団バスケットボール連盟所属。

## 概略
東京実業団の強豪として知られ、全国大会の常連でもある。
2008年、社会人選手権初出場を飾る。
2012年、休部。

## 主な歴代所属選手
- 吉田康行（吉田沙織・亜沙美姉妹の父）
- 鈴木鉄夫
- 早川大史
- 大場康弘